# Anua punctiquadrata
Anua punctiquadrata là một loài bướm đêm trong họ Erebidae.